# هدرلة (نبات)
الهِدْرِلِّة هو جنس من النباتات المائية ويغلب أن يُعد وحيد النوع إلا أن بعض علماء النبات يقسمونه إلى عدة أنواع. مهده المياه الباردة والدافئة للعالم القديم في آسية وإفريقية وأسترالية ذو انتشار متناثر وفي أستراليا من الإقليم الشمالي وكُوِنزِلَند وجنوب وِلز الجديد.